# South Bank Road

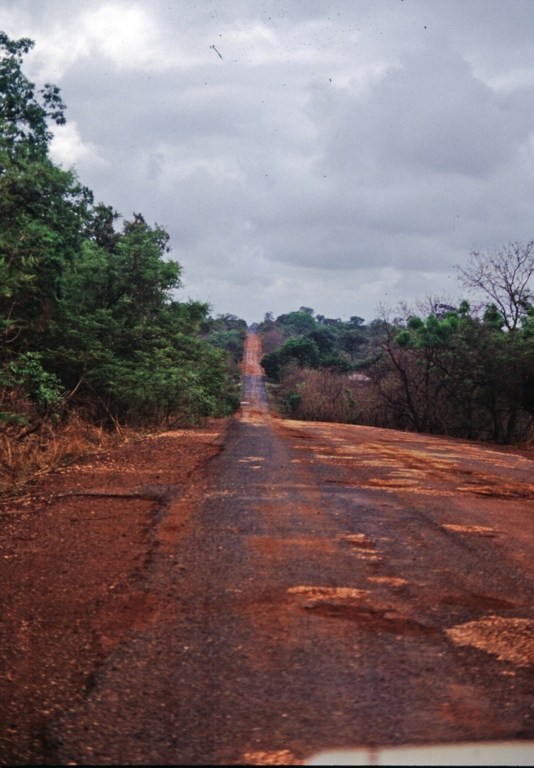
Zniszczona nawierzchnia South Bank Road na odcinku między Somą a Janjanbureh (rok 2002)

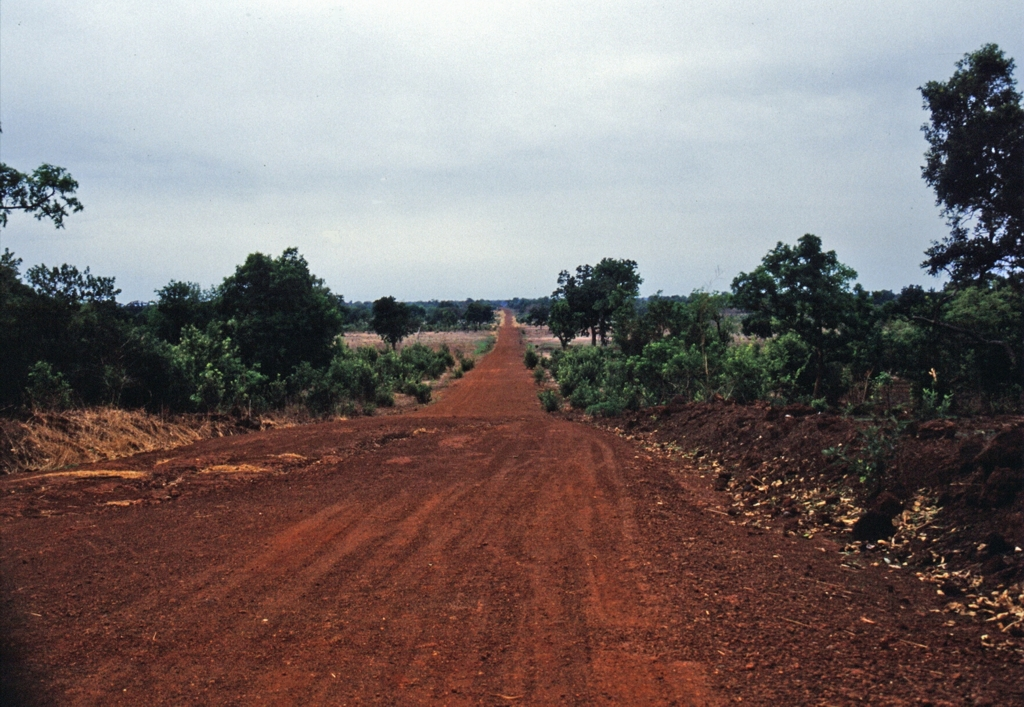
Niewyasfaltowany odcinek drogi między Basse Santa Su a Fatoto (rok 2000)

South Bank Road, właśc. Main South Bank Road – jedna z głównych dróg w Gambii, przebiegająca w kierunku wschód-zachód wzdłuż południowego brzegu rzeki Gambia. 
W przeszłości główną trasą komunikacyjną łączącą gambijskie wybrzeża Atlantyku z resztą kraju była rzeka Gambia, po której kursował regularny prom. Po jego zatonięciu w połowie lat osiemdziesiątych XX wieku transport skupił się na drodze lądowej wzdłuż południowego brzegu rzeki. Jednak ze względu na stale pogarszający się stan nawierzchni, stopniowo większe znaczenie zyskiwała trasa północna (North Bank Road). Od 2003 roku północna droga jest praktycznie jedynym szlakiem wykorzystywanym w transporcie dalekobieżnym na odcienku od wybrzeży Atlantyku aż do Janjanbureh. Z South Bank Road częściej korzysta się jedynie na odcinku na wschód od MacCarthy Island aż do Basse Santa Su, gdzie nawierzchnia jest w dobrym stanie.

## Przebieg trasy
Trasa rozpoczyna się w mieście Serrekunda, po czym przechodzi przez miejscowości Wellingara, Abuko, Lamin, Yundum (zlokalizowany jest tu międzynarodowy port lotniczy), Bisumbala i Brikama. Na wschód od Brikamy od South Bank Road odchodzi w kierunku południowym inna ważna trasa łącząca Bandżul z  Ziguinchorem w Senegalu. South Bank Road wiedzie dalej na wschód w odległości kilku kilometrów od południowych brzegów rzeki Gambia. Przechodzi przez miejscowości Sibanor, Bwiam, Dumbutu, Kwinella, po czym przecina inną ważną arterię komunikacyjną - trasę transgambijską w mieście Soma. Z Somy droga wiedzie przez Brikama Ba do przystani promowej w Sankuli Kunda, zapewniającej połączenie z miastem Janjanbureh na wyspie MacCarthy. Przy przystani zaczyna się pokryty dobrą nawierzchnią odcinek drogi, wiodącej dalej do miast Bansang i Basse Santa Su, skąd odchodzi na południe ważna trasa wiodąca do miejscowości Vélingara w Senegalu. W Basse Santa Su kończy się asfaltowa nawierzchnia South Bank Road (stan z lutego 2007), jednak trasa ciągnie się dalej aż do miejscowości Fatoto na wschodnim krańcu Gambii, gdzie łączy się z North Bank Road.